# Афгано-таджикский мост (Тем—Демоган)
Афгано-таджикский мост (Тем—Демоган) — висячий мост через реку Пяндж, соединяющий таджикистанское село Тем близ Хорога и афганский город Демоган в исторической области Шугнан. 
Мост был открыт 3 ноября 2002 года и стал первым из четырех мостов планируемых к постройке с помощью компании Aga Khan Foundation. Строительство моста обошлось в 400,000 долларов США.